# Jean V de Bueil
Pour les autres membres de la famille, voir Famille de Bueil.
Pour les articles homonymes, voir Jean de Bueil et Bueil.
 (septembre 2014).
Jean V de Bueil, selon la généalogie traditionnelle, ou Jean (VI) dans la généalogie des Bueil rénovée par R. C. Famiglietti (né après le 17 août 1405 et avant le 18 août 1406 et mort en 1478, probablement le 7 juillet), est chevalier (en 1428 au plus tard), capitaine de Tours (en 1428), amiral de France (1450-1461), comte de Sancerre (Jean IV, 1451-1478), sire d'Aubijoux et de Vailly-sur-Sauldre par sa mère, seigneur de Bueil, de Château-en-Anjou, de Vaujours, de Courcillon, de Château-Fromont (qu'il échange avec Yolande d'Aragon contre Mirebeau en août 1431) par l'héritage des Bueil, de St-Christophe, de Montrésor, de Saint-Calais par les acquisitions réalisées par ses père ou grand-père, seigneur d'Ussé (par son premier mariage probablement), vicomte de Carentan (1450-1478) par la faveur royale.
Fils de Jean IV (ou V) de Bueil et de Marguerite-Dauphine d'Auvergne-Clermont (dernière sœur du dauphin et comte de Sancerre Béraud III ; dernière fille du dauphin Béraud II et de Marguerite, comtesse de Sancerre).
Il figure parmi les compagnons d'armes de Jeanne d'Arc et fut surnommé le Fléau des Anglais.
Il est l'auteur d'un livre intitulé Le Jouvencel (1466), un roman à clef semi-autobiographique relatant ses propres expériences à la fin de la guerre de Cent Ans.

## Sa jeunesse

Blasonnement : écartelé, aux 1 et 4 d'azur au croissant d'argent accompagné de six croisettes recroisetées au pied fiché d'or, qui est Bueil, aux 2 et 3 de gueules à la croix ancrée d'or, qui est Avoir.

En 1418, Jean de Bueil reçut de son grand-oncle, Hardouin de Bueil, évêque d'Angers, la seigneurie et château de Vaujours. Le roi Louis XI vint plusieurs fois à Vaujours, et Jean y mourra en son château en juillet 1478. En août 1422, Jean V terminerait son apprentissage auprès du vicomte Guillaume II de Narbonne. Jean V n'avait que 18 ans lors de sa première bataille, le 17 août 1424, à Verneuil, où il servit aux côtés du jeune duc d'Alençon et sous le vicomte de Narbonne, qui y fut tué. Il entra alors au service du capitaine La Hire.
Malgré sa jeunesse, de Bueil gagna tôt le surnom de Fléau des Anglais. Il est en 1427 au siège du Lude, et il est nommé capitaine de Tours en 1428. Le 25 octobre de la même année, le chevalier entre dans Orléans avec les 800 hommes d'armes composant la suite du bâtard d'Orléans. Il participe au paiement de la rançon pour libérer André de Lohéac à la suite du siège de Laval (1428).
Il combattit sous la bannière de Jeanne d'Arc pendant la campagne de 1429 sur la vallée de la Loire. Sur ordre du roi, 200 livres-tournois lui ont été payées par le trésorier dans les mois d'avril et de mai 1429, pour le dédommager, ainsi que ses 30 gens d'armes et 40 gens de traict, des dépenses effectuées durant l'escorte des marchandises pour le réapprovisionnement de la ville assiégée d'Orléans. Jean V de Bueil fut également présent aux côtés de Jeanne d'Arc à la prise de Sablé, aux batailles de Jargeau, Meung-sur-Loire, Beaugency, Patay, Reims (où ils accompagnent le dauphin Charles pour son sacre), et Paris.

## Ses promotions

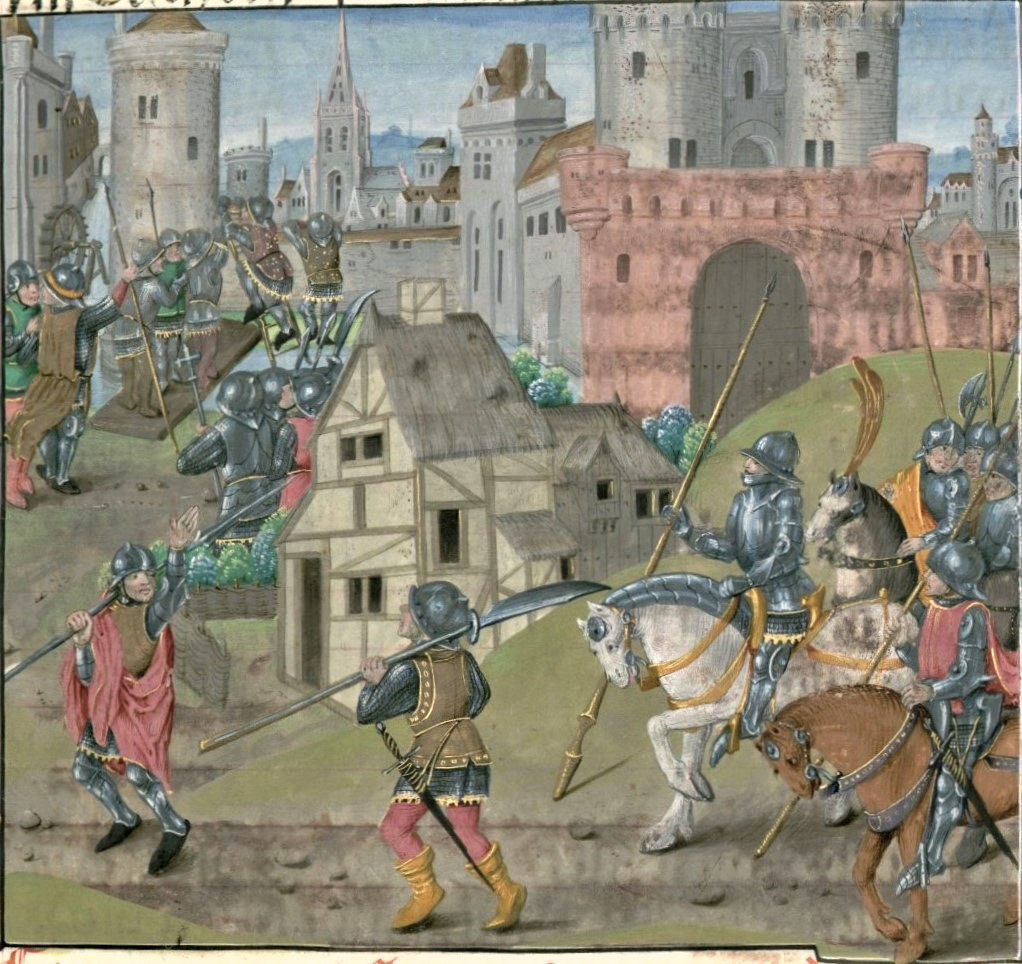
Enluminure représentant des gens de guerre au pied de la ville fictive de Crathor (en réalité Sablé) dans un manuscrit du Jouvencel de Jean de Bueil (ms. Français 192,, Paris, BnF, 4e quart du XVe siècle).

Son père et ses oncles sont tués à la bataille d'Azincourt en 1415. Bueil participa à de nombreuses batailles en Normandie, et, à la fin des années 1430, obtint la charge de capitaine-général du roi en Anjou et Maine, provinces alors aux frontières du Royaume. Bueil défendit les terres de Yolande d'Anjou contre les attaques de compagnies de mercenaires françaises et anglaises, en 1432 à Beaumont, puis Vivoin et Loré et s'empare de Matthew Gough. Il libère la ville de Saint-Célérin en avril et combat Rodrigue de Villandrando à la bataille des Ponts-de-Cé. Il s'engagea également dans une petite guerre contre André de Lohéac pour tenir le château de Sablé-sur-Sarthe.
Il est fait chevalier en 1434 après le troisième siège de St-Célérin en février et la prise de Sillé-le-Guillaume, puis l'année suivante avec Ambroise de Loré il bat encore Matthew Gough, qui est capturé, et Thomas Kyriel pendant la bataille d'Estregny. En décembre 1439, il reprend aux Anglais la forteresse de Sainte-Suzanne que les Anglais dirigés par sir John Fastolf occupaient depuis 14 ans. Un soir où le commandant Matthew Gough était absent, il parvint, grâce à la complicité d'un soldat anglais, John Ferremen, marié à une Suzannaise, à reprendre la cité en pleine nuit et à en chasser les Anglais.

## Services au roi, comte de Sancerre, mariages
Jean V de Bueil prit part en 1433 à la capture de Georges de La Trémoille avec quatre compagnons et en 1439-40 à une praguerie contre Charles VII. Bueil s'installa à Sainte-Suzanne au détriment de la famille d'Alençon, ses légitimes propriétaires. En mars 1441, le roi Charles VII lui fit enjoindre de restituer la cité. Mais la ville ne sera véritablement rendue à la famille d'Alençon qu'en mars 1447. Cependant, son habileté militaire le fit revenir dans les faveurs du roi de France. Bueil commanda le principal corps d'armée qui fut envoyé en Suisse et Allemagne, avec le dauphin Louis de France, en 1444. Le 26 août 1444, de Bueil est à la bataille de la Birse, ou de Saint-Jacques, près de Bâle, où les Suisses sont défaits, mais à grand coût pour les mercenaires français. Il est capitaine de l'une des compagnies d'ordonnance en 1445.

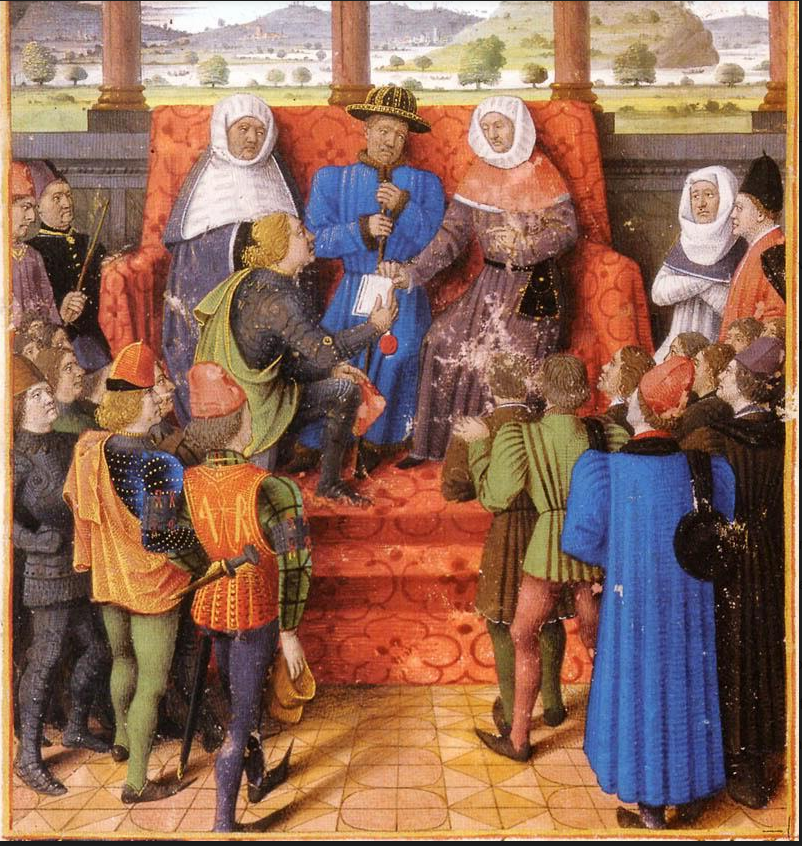
Le Jouvencel fait lieutenant par le roi. Enluminure ornant un manuscrit du Jouvencel de Jean de Bueil, XVe siècle.

Bueil servit aussi avec distinction dans la reconquête finale de la Normandie. En 1450, Jean de Bueil reçoit la charge d'amiral de France, après la mort de Prigent de Coëtivy, au siège de Cherbourg et est fait capitaine de Cherbourg. Le titre d'amiral donnait à son titulaire un rôle d'administrateur des affaires maritimes, en concurrence avec d'autres amirautés provinciales. Il possédait néanmoins des pouvoirs étendus sur la marine de guerre, le commerce maritime, et même le droit de justice sur sa juridiction que constituait l'amirauté. Il reçut également la vicomté normande de Carentan[réf. nécessaire].
Il hérita, en 1451, du comté de Sancerre, après son oncle maternel le dauphin Béraud III († 1426), sa cousine germaine la dauphine Jeanne Ire de Clermont-Sancerre († 1436), et le mari de cette dernière, Louis Ier de Bourbon, comte de Montpensier († vers 1486 ; ayant conservé les fiefs de sa première épouse, la dauphine Jeanne, il dut tardivement se résoudre à abandonner Sancerre). Jean de Bueil prit part le 17 juillet 1453 à la bataille de Castillon.
Il épousa 1° Jeanne de Montjean, dame de Purnon et Collonges-les-Royaux, fille de Jean, seigneur de Montjean (fils de Briant V de Montjean, lui-même fils de Briant IV et de Jeanne fille héritière de Vaslin d'Ussé), et d'Anne de Sillé ; puis, devenu veuf en mai 1456, il épousa 2° en janvier 1457 Martine Turpin de Crissé, dame de Concourson-sur-Layon (elle teste en août 1477), fille d'Antoine Turpin, seigneur de Crissay (lui-même fils aîné de Lancelot), et d'Anne de la Grézille. Toujours en 1456, Jean V fit construire à Sancerre la halle aux grains (démolie en 1883) et un grand corps de logis où se tenait la boucherie. La même année ou à la liquidation des biens de Jacques Cœur (1458), « le comte acheta la seigneurie de Barlieu pour trois mille écus d'or. Les châtellenies de Vailly et de Charpignon et les prévotés du Mêche et Bannerois.... » Il vendit le château fort de Gelles à Antoine de Chabannes, comte de Dammartin.

## JeanVde Bueil et le roiLouisXI
Quand Louis XI accéda au trône de France en 1461, il destitua la plupart des officiers, qui étaient, comme Jean de Bueil, proches de son père, Charles VII. De Bueil perdit son titre d'amiral au profit de Jean de Montauban, et fut forcé de se retirer de la Cour royale. Bien qu'il eût rejoint la ligue du Bien public, en 1465, révolte contre Louis XI, de Bueil rentra en grâce en 1469, comme de nombreux autres vétérans, quand le roi réalisa que leur expérience lui était nécessaire pour faire face à la puissance militaire bourguignonne alors grandissante. Jean V devint le conseiller et le chambellan de Louis XI et fut reçu dans l'ordre de Saint-Michel le 1er août 1469.
Le 3 juin 1469, il accueillit le roi dans son château de Vaujours, sans doute au regard de ces sujets. Les 9 et 21 septembre 1473, il fut victorieux au combat d'Ouchy et à celui de Ribemont. Isabeau, abbesse de l'abbaye de Bonlieu, rendit aveux pour la métairie de Couart, paroisse de Dissay-sous-Courcillon, à Jean de Bueil en tant que seigneur de Courcillon en 1476.

## Sa famille
Jean V eut un fils avec Jeanne de Montjean :
- Antoine de Bueil ;

et trois enfants de son deuxième mariage avec Martine Turpin de Crissé :
- Louis de Bueil, né en 1458, † jeune ;
- Edmond de Bueil (alias Emond, Emond, Emont, Hémon ; mineur en 1480, décédé après 1495 et avant 1512), seigneur de Mermande, de Faye-la-Vineuse et de La Roche-Clermault (héritage venu de Marguerite-Dauphine d'Auvergne-Sancerre), qui épousera Françoise de Laval-Brée, † après 1514[n 2]. Postérité : trois enfants dont Isabelle de Bueil, dame de Marmande et de Faye-la-Vineuse, femme en 1509 de Joachim Gillier de Puygarreau, et mère de Bonaventure Gillier baron de Marmande († 1584, x Marie fille de Philibert Babou de La Bourdaisière ; leur fils Alexandre Gillier de Doussay assure leur postérité) ;
- Françoise, † jeune.

Dans ses vieux jours, il écrivit un récit semi-autobiographique Le Jouvencel (1461-1466), ouvrage contenant un récit à clef du siège d'Orléans. Ses armes sont : écartelé, aux 1 et 4 d'azur au croissant d'argent accompagné de six croisettes recroisetées au pied fiché d'or, qui est Bueil, aux 2 et 3 de gueules à la croix ancrée d'or, qui est Avoir.

## Hommage
Depuis le 8 juin 2023, une place du 13e arrondissement de Paris est nommée en sa mémoire.